# Foulangues
 Foulangues  es una población y comuna francesa, en la región de Picardía, departamento de Oise, en el distrito de Senlis y cantón de Neuilly-en-Thelle.

## Demografía
| 87 | 81 | 90 | 128 | 176 | 167 |
| Para los censos de 1962 a 1999 la población legal corresponde a la población sin duplicidades (Fuente: INSEE [Consultar]) |    |    |     |     |     |